# Dudhani
Dudhani là một thành phố và là nơi đặt hội đồng đô thị (municipal council) của quận Solapur thuộc bang Maharashtra, Ấn Độ.

## Địa lý
Dudhani có vị trí 17°22′B 76°22′Đ / 17,37°B 76,37°Đ Nó có độ cao trung bình là 443 mét (1453 feet).

## Nhân khẩu
Theo điều tra dân số năm 2001 của Ấn Độ, Dudhani có dân số 12.146 người. Phái nam chiếm 50% tổng số dân và phái nữ chiếm 50%. Dudhani có tỷ lệ 60% biết đọc biết viết, cao hơn tỷ lệ trung bình toàn quốc là 59,5%: tỷ lệ cho phái nam là 72%, và tỷ lệ cho phái nữ là 49%. Tại Dudhani, 13% dân số nhỏ hơn 6 tuổi.